# 普林普頓-懷俄明
普林普頓-懷俄明（英語：Plympton-Wyoming）是加拿大安大略省西南部蘭布頓縣一鎮，坐落休倫湖畔，位於薩尼亞市以東，為蘭布頓縣的行政中心。據2011年加拿大人口普查所示，普林普頓-懷俄明有7576名居民。普林普頓-懷俄明鎮於2001年1月1日成立，由舊有的普林普頓鄉和懷俄明村合併而成。

## 歷史
普林普頓鄉所在的地域於1827年成為官地。上加拿大政府從1829年-32年間在此進行勘探並劃下鎮址，而時任上加拿大總督第一代西頓男爵約翰·科爾伯恩（John Colborne, 1st Baron Seaton）則以其妻子故鄉附近的英格蘭普林普頓將此處命名為普林普頓鄉。此帶早期殖民的族裔構成依次序為蘇格蘭裔、愛爾蘭裔和英格蘭裔，1830年代人口約為200至300多人。通往倫敦的道路開通後，此地人口增長加速，到1851年達至1811人。大主幹鐵路（Grand Trunk Railway）和大西部鐵路（Great Western Railway）於1850年代相繼開通至此，進一步刺激此地發展，到1871年人口達至5259人。
大西部鐵路在此設立懷俄明火車站，而車站附近的土地則於1856年公開拍賣。隨著該帶地域於1850年代末發現石油，懷俄明亦成為當地的主要煉油和物流中心，1864年懷俄明設有最少六座煉油廠。懷俄明於同年設為警政村落（police village），但行政上仍隸屬普林普頓鄉。隨著懷俄明繼續增長，當地居民要求脫離普林普頓鄉另設地方政府的呼聲漸高，懷俄明遂於1873年正式脫離普林普頓鄉並建制為村。
1990年代末，安省政府改革其轄下的地方行政區，當中包括將懷俄明村和普林普頓鄉重新合併成普林普頓-懷俄明鎮，於2001年1月1日正式生效。

## 交通
安大略402號省道為鎮内的主要道路，全程達高速公路資格，東端在倫敦市駁上401號省道，西端則在愛德華角駁上藍水大橋通往美國，在對岸駁上69號和94號州際公路。
維亞鐵路營運客運列車經懷俄明火車站來往薩尼亞和多倫多，來回方向每天各一班，為魁北克市-溫莎走廊鐵路服務的一部分。航空交通方面，最接近普林普頓-懷俄明鎮的主要機場為薩尼亞克里斯·哈德菲爾德機場（Sarnia Chris Hadfield Airport），提供航班來往薩尼亞和多倫多皮爾遜國際機場。

## 外部連結
- 维基共享资源上的相關多媒體資源：普林普頓-懷俄明
- （英文）Town of Plympton-Wyoming （页面存档备份，存于）－普林普頓-懷俄明鎮政府官方網站